# Mistrovství Evropy v boxu 1959
XIII. mistrovství Evropy v boxu proběhlo v Lucernu, Švýcarsko ve dnech 24. až 31. května 1959. Organizátorem turnaje mistrovství Evropy byla  Association Internationale de Boxe Amateur (AIBA).

## Československá stopa
Závěrečná příprava probíhala od 9. května v tréninkovém středisku ČSTV v Nymburce. Přípravu vedl trenér Miloš Králíček se svým asistentem Štefanem Matejčíkem. O pozvánce na soustředění rozhodoval hlavně výkon na dubnovém mezistátním utkání s Německou demokratickou republikou. Do Nymburka přijeli Zdeněk Petřina, Ján Zachara, Rudolf Kuchta, Vladimír Hrbek, Josef Němec, náhradníci Jaroslav Šlajs, Jozef Tőre, Július Gažík, Vlastimil Hrnčíř.
Vedoucí výpravy: Eduard Pospíšil, šéftrenér reprezentace: Miloš Králíček, rozhodčí: Bohumil Kobza
Na mistrovství Evropy startovalo za Československo 5 boxerů:
- −54 kg: Zdeněk Petřina (*1933) z TJ Slavoj Žižkov
- −57 kg: Ján Zachara (*1928) z TJ Spartak Dubnica nad Váhom
- −75 kg: Rudolf Kuchta (*1937/38) z ASD Dukla Kroměříž
- −81 kg: Vladimír Hrbek (*1939) z ASD Dukla Kroměříž
- +81 kg: Josef Němec (*1933) z TJ Slavoj České Budějovice

## Výsledky
| Muži     | Zlato                        | Stříbro               | Bronz                  | Bronz                        |
| -------- | ---------------------------- | --------------------- | ---------------------- | ---------------------------- |
| –51 kg   | Manfred Homberg (FRG)        | Gyula Török (HUN)     | Adam McClean (IRL)     | Vladimir Stolnikov (URS)     |
| –54 kg   | Horst Rascher (FRG)          | Oleg Grigorijev (URS) | Miodrag Mitrović (YUG) | Zygmunt Zawadzki (POL)       |
| –57 kg   | Jerzy Adamski (POL)          | Peter Goschka (FRG)   | André Iuncker (FRA)    | Orhan Tuş (TUR)              |
| –60 kg   | Olli Mäki (FIN)              | Dimitar Velinov (BUL) | Iosif Mihalic (ROU)    | Ferenc Kellner (HUN)         |
| –63,5 kg | Vladimir Jengibarjan (URS)   | Piero Brandi (ITA)    | István Juhász (HUN)    | Rupert König (AUT)           |
| –67 kg   | Leszek Drogosz (POL)         | Carmelo Bossi (ITA)   | Harry Perry (IRL)      | Bruno Guse (GDR)             |
| –71 kg   | Nino Benvenuti (ITA)         | Henryk Dampc (POL)    | Rolf Caroli (GDR)      | Dragoslav Jakovljević (YUG)  |
| –75 kg   | Gennadij Šatkov (URS)        | Tadeusz Walasek (POL) | Colm McCoy (IRL)       | Harry Scott (ENG)            |
| –81 kg   | Zbigniew Pietrzykowski (POL) | Gheorghe Negrea (ROU) | Giulio Saraudi (ITA)   | Leonid Seňkin (URS)          |
| +81 kg   | Andrej Abramov (URS)         | David Thomas (ENG)    | Josef Němec (TCH)      | Władysław Jędrzejewski (POL) |

## Medailová bilance
V boxu se rozdělilo celkem 10 sad medailí.
| Pořadí | Stát                            |       | Muži    | Muži  | Muži | Celkem |
| Pořadí | Stát                            | Zlato | Stříbro | Bronz |      | Celkem |
| ------ | ------------------------------- | ----- | ------- | ----- | ---- | ------ |
| 1.     | Polsko (POL)                    |       | 3       | 2     | 2    | 7      |
| 2.     | Sovětský svaz (URS)             |       | 3       | 1     | 2    | 6      |
| 3.     | Západní Německo (FRG)           |       | 2       | 1     | 0    | 3      |
| 4.     | Itálie (ITA)                    |       | 1       | 2     | 1    | 4      |
| 5.     | Finsko (FIN)                    |       | 1       | 0     | 0    | 1      |
| 6.     | Maďarská lidová republika (HUN) |       | 0       | 1     | 2    | 3      |
| 7.     | Rumunsko (ROU)                  |       | 0       | 1     | 1    | 2      |
| 7.     | Anglie (ENG)                    |       | 0       | 1     | 1    | 2      |
| 9.     | Bulharsko (BUL)                 |       | 0       | 1     | 0    | 1      |
| 10.    | Irsko (IRL)                     |       | 0       | 0     | 3    | 3      |
| 11.    | Jugoslávie (YUG)                |       | 0       | 0     | 2    | 2      |
| 11.    | Východní Německo (GDR)          |       | 0       | 0     | 2    | 2      |
| 13.    | Francie (FRA)                   |       | 0       | 0     | 1    | 1      |
| 13.    | Československo (TCH)            |       | 0       | 0     | 1    | 1      |
| 13.    | Turecko (TUR)                   |       | 0       | 0     | 1    | 1      |
| 13.    | Rakousko (AUT)                  |       | 0       | 0     | 1    | 1      |
| Celkem | Celkem                          |       | 10      | 10    | 20   | 40     |